# Hugh Darwen

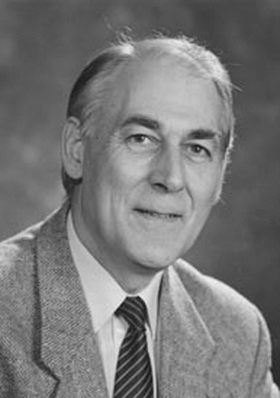
Hugh Darwen

Hugh Darwen (* 1943 in Warwick) ist ein britischer Informatiker. Er war grundlegend beteiligt an der Entwicklung der Theorie der relationalen Datenbank.

## Leben
Darwen arbeitete von 1967 bis 2004 bei IBM. Dort war er von 1978 bis 1982 Chef-Architekt für das Business System 12, ein Datenbanksystem, das die Prinzipien des relationalen Modells sehr getreu umsetzen sollte. In dieser Zeit arbeitete er eng mit Christopher J. Date zusammen und vertrat IBM in den SQL-Ausschüssen der ISO (JTC1 SC32 WG3 Database languages, WG4 SQL/MM). Seit 2011 lehrt er an der University of Warwick am Department of Computer Science und ist Tutor bei der Open University. Er doziert dort über die Sprache Tutorial D, die er zusammen mit Chris Date entwickelt hat. Seine frühen Werke veröffentlichte er unter dem Pseudonym Andrew Warden, beides ein Anagramm seines Nachnamens.
Neben seiner Arbeit zum Thema Datenbanken hat er ein Buch über das Kartenspiel Bridge geschrieben und betreibt eine Website zu diesem Thema.

## Werke (Auswahl)
- C. J. Date, Andrew Warden: Relational database writings, 1985-1989, Band 2, Verlag Addison-Wesley, 1990, ISBN 0201508818
- Chris J. Date, Hugh Darwen: SQL- der Standard: SQL/92 mit den Erweiterungen CLI und PSM, Verlag Pearson Deutschland GmbH, 1998, ISBN 3827313457
- Hugh Darwen, Chris J. Date: Relational Database Writings: 1994 - 1997, Band 4, Verlag Addison-Wesley, 1998
- Darwen: Bridge Magic, Verlag Faber and Faber, 1973, ISBN 0571102506
- C. J. Date, Hugh Darwen, Nikos A. Lorentzos: Time and Relational Theory. Temporal Databases in the Relational Model and SQL. 2. Auflage. Morgan Kaufmann, Waltham, Massachusetts 2014, ISBN 978-0-12-800675-7.